# Route nationale 351
Die Route nationale 351, kurz N 351 oder RN 351, war eine französische Nationalstraße, die 1933 das erste Mal festgelegt wurde. Sie verlief von Orsinval aus ostwärts zur belgischen Grenze bei Momignies. Die 50 Kilometer lange Straße wurde 1973 in eine Départementstraße umgenummert. 1978 kam die Nummer erneut in Verwendung für den östlichen Teil des Boulevard Périphérique in Lille. Diese Straße trägt heute die Nummer D651.